# 라시 칸나
라시 칸나(힌디어: राशी खन्ना, 영어: Raashi Khanna, 1990년 11월 30일 ~ )는 인도의 배우, 가수이다.